# Werner Haas (motorcoureur)

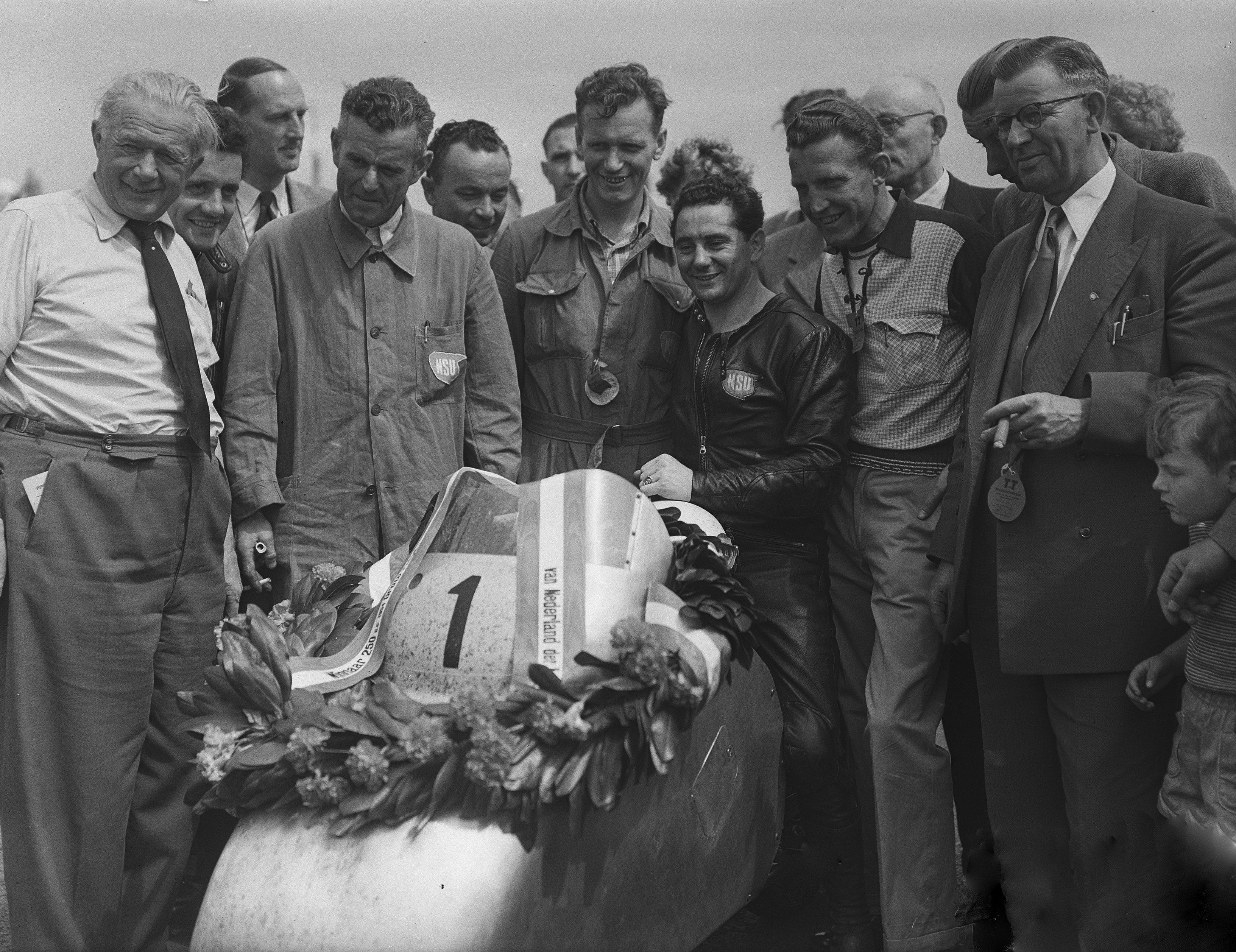
Werner Haas na zijn overwinning in de Asser TT van 1954

Werner Haas (Augsburg, 30 mei 1927 - omgeving van Neuburg an der Donau, 13 november 1956) was een Duits motorcoureur en drievoudig wereldkampioen op NSU. Haas was een van de succesvolste Duitse naoorlogse motorcoureurs. Zijn beste seizoen was dat van 1953, toen hij zowel in de 125cc- als in de 250cc-klasse wereldkampioen werd. Hij overleed in 1956 als gevolg van een vliegtuigongeluk.

## Leven
Werner Haas werd als zoon van een postbeambte geboren en behaalde zijn diploma als automonteur bij het wagenpark van de Deutsche Bundespost. Aansluitend werkte hij bij de Amerikaanse strijdkrachten.

## Carrière
Zijn rennerscarrière begon Werner Haas op een oude NSU SS 500 (NSU Bullus). De Augsburgse Ardie-handelaar J. Wiedemann ondersteunde de jonge coureur, stelde hem zijn werkplaats en een 125 cc-Ardie ter beschikking en regelde een plek bij Arbie als testcoureur. 

### Wereldkampioenschap wegrace

#### 1952
In het seizoen 1952 was Haas met een zelfgebouwde 125 cc-Puch-motor succesvol en viel daardoor op bij de leiding van NSU. Toen bij de Solituderennen in juli 1952 de fabrieksrijder Roberto Colombo en Hofmann in de training gevallen waren, werd Werner Haas op de avond voor de race, tevens de Grand Prix van Duitsland, een 125cc-NSU Rennfox aangeboden. Haas maakte van deze kans gebruik, reed de snelste ronde en won de wedstrijd, waarbij hij de sterke internationale concurrentie achter zich kon houden. Later in het jaar werd hij ook nog tweede in de 250cc-race van de GP des Nations waarbij hij ook de eigenlijke fabriekscoureur Roberto Colombo versloeg. Dit was het WK-debuut van de NSU Rennmax. 

#### 1953
Voor Haas was dit een doorbraak, hij kreeg bij NSU een contract als fabrieksrijder. In het wereldkampioenschap van 1953 reed Haas op de Rennfox in de 125cc-klasse en de Rennmax in de 250cc-klasse en was nagenoeg onverslaanbaar. Het vertrouwen van NSU bleek al toen men Haas als enige naar de TT van Man stuurde, terwijl men toch de ervaren Reg Armstrong in dienst had, die de 60 km-lange Snaefell Mountain Course heel goed kende, terwijl Haas die nog moest verkennen. Toch werd Haas in twee klassen tweede. In de Lightweight 125 cc TT eindigde hij achter MV Agusta-rijder Les Graham, die later in de week tijdens de Senior TT zou verongelukken. Dat betekende wel dat MV Agusta zich voor de rest van het seizoen uit piëteit terugtrok. Daardoor was er ook geen concurrentie meer van Cecil Sandford, Carlo Ubbiali en Angelo Copeta. Bij de TT van Assen, de GP van Duitsland won Haas beide klassen. In de Ulster Grand Prix werd hij in de 250cc-race tweede achter teamgenoot Reg Armstrong, maar hij versloeg ze gevaarlijkste tegenstander Fergus Anderson met de Moto Guzzi Bialbero 250. Hij won de 125cc-race. In de GP van Zwitserland kon hij door te winnen al 250cc-wereldkampioen worden, maar hi. j kwam ten val en finishte als zesde. De 125cc-klasse reed hier niet. In de GP des Nations werd hij tweede in de 250cc-race en eerste in de 125cc-race, waardoor hij in beide klassen wereldkampioen was. De GP van Spanje was nog slechts een formaliteit, waarin hij alleen in de 125cc-race startte, maar uitviel. Naast zijn beide wereldtitels werd hij ook nog Duits kampioen in beide klassen. Door dit succes werd hij tot Sporter van het jaar in Duitsland gekozen.

#### 1954
Voor het seizoen 1954 had Walter Froede de 250cc-Rennmax helemaal herzien. De machine was nu zo sterk dat ze soms sneller was dan de Moto Guzzi Monocilindrica 350. Dat bleek al in de GP van Frankrijk, toen Haas won voor zijn teamgenoten HP Müller, Rupert Hollaus en Hans Baltisberger en de snelste Moto Guzzi-rijder Tommy Wood op twee ronden achterstand werd gezet. In de TT van Man bezette NSU ook de eerste vier plaatsen, met Werner Haas als winnaar voor Hollaus, Reg Armstrong en "Happi" Müller. In de 125cc-race, die op de kortere Clypse Course werd gereden, won Hollaus nadat Werner Haas was uitgevallen. Haas won vervolgens de 250cc-race van de Ulster Grand Prix, maar werd in de 125cc-race slechts vierde. Tijdens de TT van Assen won Haas zijn vierde 250cc-race op rij en was hij al zeker van de wereldtitel. In de 125cc-race finishte hij als vijfde. Hij won de 250cc-race van de GP van Duitsland en werd in de 125cc-race tweede achter Rupert Hollaus, die daar wereldkampioen 250 cc werd. Tijdens de trainingen van de GP des Nations op Monza verongelukte Rupert Hollaus. Het team van NSU trok zich onmiddellijk terug om als fabrieksteam nooit meer op de circuits terug te keren. Werner Haas werd opnieuw 125- en 250cc-kampioen van Duitsland, maar beëindigde zijn wegracecarrière ook.
In 1955 reed Werner Haas, net als zijn broer Otto, op de NSU Geländemax nog in de motocross. Hij trok zich echter in 1956 terug uit de motorsport en leefde van zijn DEA-tankstation in zijn geboortestad. Met een zelf opgebouwde Mercedes Benz 300 SL Gullwing nam hij nog aan de rallyesport deel en begon na het behalen van zijn vliegbrevet in augustus 1956 tegelijkertijd met vliegen.
Op 13 november 1956 voerde Werner Haas op het vliegveld in Neuburg an der Donau werkzaamheden aan de motor van zijn Jodel D9 uit. Bij het testen vloog hij een rondje, waarbij de machine in de schemering van 50 meter hoogte bij de landing neerstortte. Dit ongeluk maakte een einde aan het leven van een van de succesvolste Duitse motorcoureurs in de naoorlogse geschiedenis.
In verschillende steden, waaronder Augsburg, zijn straten naar Werner Haas vernoemd.

## Wereldkampioenschap wegrace resultaten
(Races in cursief geven de snelste ronde aan)
| Jaar | Klasse | Team | Motorfiets | 1     | 2       | 3     | 4     | 5     | 6     | 7       | 8     | 9       | Punten | Plaats | Overwinningen | Wereldkampioen                              |
| ---- | ------ | ---- | ---------- | ----- | ------- | ----- | ----- | ----- | ----- | ------- | ----- | ------- | ------ | ------ | ------------- | ------------------------------------------- |
| 1952 | 125 cc | NSU  | Rennfox    |       | IOM -   | NED - |       | DUI 1 | ULS - | NAT 7   | SPA - |         | 8      | 6e     | 1             | Cecil Sandford, MV Agusta 125 Bialbero      |
| 1952 | 250 cc | NSU  | Rennmax    | ZWI - | IOM -   | NED - |       | DUI - | ULS - | NAT 2   |       |         | 6      | 7e     | 0             | Enrico Lorenzetti, Moto Guzzi Gambalunghino |
| 1953 | 125 cc | NSU  | Rennfox    | IOM 2 | NED 1   |       | DUI 2 |       | ULS 1 |         | NAT 1 | SPA DNF | 30     | 1e     | 3             | Werner Haas, NSU Rennfox                    |
| 1953 | 250 cc | NSU  | Rennmax    | IOM 2 | NED 1   |       | DUI 2 |       | ULS 2 | ZWI 6   | NAT 2 | SPA -   | 28     | 1e     | 2             | Werner Haas, NSU Rennmax                    |
| 1954 | 125 cc | NSU  | Rennfox    |       | IOM DNF | ULS 4 |       | NED 5 | DUI 2 |         | NAT - | SPA -   | 11     | 5e     | 0             | Rupert Hollaus (†), NSU Rennfox             |
| 1954 | 250 cc | NSU  | Rennmax    | FRA 1 | IOM 1   | ULS 1 |       | NED 1 | DUI 1 | ZWI DNF | NAT - |         | 32     | 1e     | 5             | Werner Haas, NSU Rennmax                    |